# Muhammad bin Tughluq
Muhammad bin Tughluq (auch Fakru d-Din Muhammad Dschauna Khan; arabisch محمد بن تغلق, DMG Muḥammad b. Tuġluq; * um 1300; † 20. März 1351 in Sindh) war von 1325 bis 1351 Sultan von Delhi.

## Biografie
Muhammad bin Tughluq war der älteste Sohn von Ghiyas-ud-din Tughluq Shah I., des damaligen Gouverneurs des Panjab, einer nördlichen Grenzprovinz im Sultanat von Delhi. Er erhielt eine umfassende Erziehung und Ausbildung. Historiker beschreiben ihn als intelligent, belesen, ehrgeizig und skrupellos. Er wurde Soldat und erwarb beträchtlichen Ruhm als General. Im Jahr 1319 wurde sein Vater Ghiyas-ud-din nach erheblichen Unruhen Sultan, da sein Vorgänger keine männlichen Nachkommen hatte. Muhammad blieb im Militär und führte weitere Eroberungen durch, jedoch wurde sein Machthunger immer größer. Sein Vater starb im Jahr 1325, doch zuvor hatte er seinen Sohn als seinen Nachfolger bestimmt. Dieser bestieg den Thron als Sultan al-Mujahid Muhammad bin Tughluq.

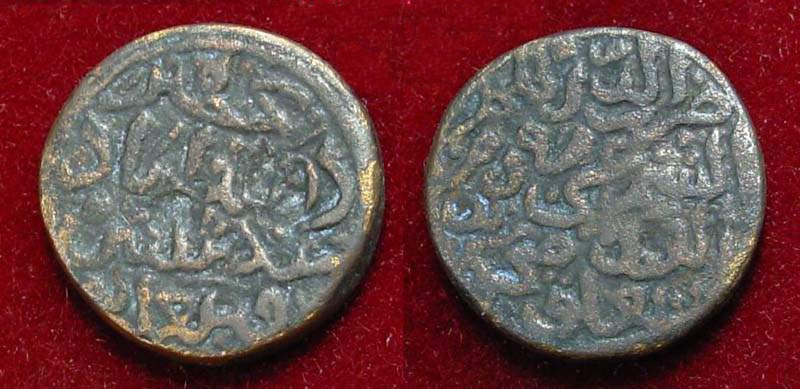
Kupfermünze Muhammad bin Tughluqs

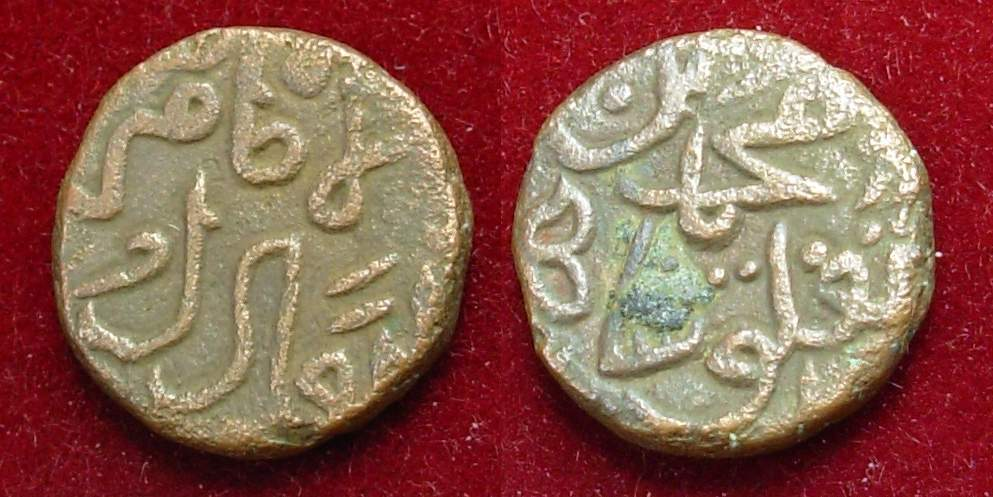
Kupfermünze Muhammad bin Tughluqs

Er war als Herrscher sehr ambitioniert und nahm ehrgeizige Projekte in Angriff, die sich allerdings zumeist als Fehlschläge erwiesen. So wollte er die Staatsfinanzen optimieren und ließ daher in allen Gebieten des Reiches Daten über Einkünfte und Ausgaben sammeln. Seine darauf basierende Steuerreform brachte für die Mehrzahl der Produzenten massive Steuererhöhungen mit sich und trieb viele Bauern in die Armut. Auch sein Versuch, diesen Fehler durch Darlehen zu beheben schlug fehl, da die Bauern inmitten einer Hungersnot nicht in neues Saatgut investieren konnten. Er richtete ein Landwirtschaftsministerium ein, das die Kultivierung bisher unbebauter Flächen mittels finanzieller Anreize vorantreiben sollte, jedoch waren die ausführenden Beamten korrupt und das Projekt wurde nach nur drei Jahren abgebrochen, bevor es Resultate hätte erbringen können. Er führte eine Kupferwährung ein, die aber leicht zu kopieren war, schnell an Wert verlor und bald nicht mehr als Zahlungsmittel akzeptiert wurde. Daraufhin nahm er die Währungsreform zurück.
Sein größter Fehlschlag war die Verlegung der Hauptstadt von Delhi in das über 1000 km weiter südlich gelegene Deogiri, das er in Daulatabad umbenannte, um sein Reich, das bis an die Südspitze des indischen Subkontinentes reichte, besser verwalten zu können. Dies führte allerdings dazu, dass die Nordwestgrenzen nicht mehr ausreichend verteidigt wurden. So konnte man dem Mongoleneinfall von 1328/29, der das Land bis in die Region von Delhi verwüstete, nichts entgegensetzen. Stattdessen bestach Muhammad den Mongolenführer und offenbarte so seinen Feinden die Schwäche seiner Regierung, verlegte aber die Hauptstadt zurück nach Delhi. All dies führte dazu, dass der Sultan im Laufe seiner Regierungszeit immer unpopulärer wurde und das Vertrauen seiner Untergebenen verlor.
So kam es in Muhammads Herrschaftsgebiet zu zahlreichen Rebellionen, in deren Folge er große Teile seines Reiches aufgeben musste, darunter alle Gebiete südlich der Narmada, wo sich im Jahr 1335 das Malabar-Königreich und 1336 das Vijayanagar-Reich sowie nach 1347 das Bahmani-Sultanat etablieren konnten, und einen Teil des zentralen Gebietes (im heutigen Rajasthan). Dazu kamen zahlreiche Rebellionen im nordwestlichen Grenzgebiet (heutiges Pakistan und Kaschmir) sowie in Bengalen. Im Jahr 1351 erkrankte er während eines Versuchs, eine Rebellion in Sindh niederzuschlagen, und verstarb dort am 20. März 1351. Er wurde wahrscheinlich im Mausoleum seines Vaters in Delhi beigesetzt.
Muhammad bin Tughluq galt schon bei den Zeitgenossen als äußerst exzentrisch, ja bizarr und war bekannt für seine „Grausamkeit, die an Wahnsinn grenzte“. Ibn Batuta, der ihn persönlich kannte, schildert ihn in der Einleitung zu dessen Lebensbeschreibung („Die gute und die schlechte Regierung des Muhammad bin Tughluq“): „Mohammad liebt es am meisten von allen Menschen, Geschenke zu verteilen und Blut zu vergießen. An seiner Pforte sieht man immer irgendeinen Fakir, der reich  und irgendein Lebewesen, das hingerichtet wird. Die Züge seiner Großzügigkeit und Tapferkeit sind bei den Leuten ebenso berühmt wie die Beispiele seiner Grausamkeit und Gewalttaten gegen Schuldige.“ Der muslimische Historiker Firishta endet seine biographische Skizze mit dem Verdikt „Und so wurde dieser grausame Tyrann das Opfer des Todes, nach einer Regierungszeit von 27 Jahren.“

## Sonstiges
- Ziya’-ud-Din Barani (lebte über 17 Jahre an seinem Hof)
- Ibn Batuta (verbrachte sieben Jahre an seinem Hof und in seinen Diensten)
- Firishta (1560-ca. 1625), Historiker, gibt in seinem Geschichtswerk Bd.II, S.409-443 eine ausführliche Lebensbeschreibung von Muhammad bin Tughluq.

## Nachfolge
Da Muhammad bin Tughluq keine Nachkommen hatte, wurde sein Cousin Firuz Schah Tughluq sein Nachfolger.